# 井上尚登
井上 尚登（いのうえ なおと、1959年 - 2019年2月25日）は、日本の小説家・推理作家。神奈川県相模原市出身。相模原市立上鶴間中学校、東海大学付属相模高等学校、東海大学工学部卒業。1999年に第19回横溝正史ミステリ大賞の大賞を受賞しデビュー。

## 経歴
- 会社員を経て放送作家となり、1999年に「T.R.Y.」が第19回横溝正史ミステリ大賞の大賞を受賞し、推理作家デビュー[4]。
- スポーツ通としても知られ、夕刊紙にコラムを連載していたことがある。
- 2012年に公開されたアニメ映画『チベット犬物語 〜金色のドージェ〜』では脚本を手掛けた。
- 2019年2月25日に逝去していたことが、東京創元社のホームページで報告された[5]。

## 作品リスト
- T.R.Y.（1999年8月 角川書店 / 2001年5月 角川文庫）
- C.H.E（2000年5月 角川書店 / 2002年3月 角川文庫）
- キャピタルダンス（2002年3月 角川書店 / 2004年1月 角川書店）
- リスク（2002年12月 世界文化社 / 2005年12月 角川文庫）
- T.R.Y. 北京詐劇（2006年9月 角川書店 / 2009年12月 角川文庫）
- クロスカウンター（2007年6月 光文社）
  - 【改題】クロスカウンター 金融探偵・七森恵子の事件簿（2010年3月 光文社文庫）
- 厨房ガール!（2007年9月 角川書店）
- ホペイロの憂鬱 JFL篇（2009年3月 東京創元社 / 2010年7月 創元推理文庫）
- 幸せの萌黄色フラッグ ホペイロ坂上の事件簿 J2篇（2010年8月 創元推理文庫）
- ポーツマスの贋作（2010年12月 角川書店）
- ブンデスの星、ふたたび ホペイロ坂上の事件簿 J1篇（2011年11月 東京創元社）
- 事件でござるぞ、太郎冠者（2012年5月 祥伝社）
- 女神の嘘 金融探偵・七森恵子の事件簿（2013年3月 光文社）
- ルパン三世 The Novel 謎の宝石と伝説の王国（2014年7月 角川文庫） - 原作：モンキー・パンチ

## 映像化作品

### 映画
- T.R.Y.（2003年1月11日公開、配給：東映、監督：大森一樹、主演：織田裕二）
- ホペイロの憂鬱（2017年公開予定）